# オリンピックの自転車競技・男子メダリスト一覧
オリンピックの自転車競技・男子メダリスト一覧（オリンピックのじてんしゃきょうぎ・だんしメダリストいちらん）は、1896年から2020年までのオリンピック自転車競技における男子メダリストの一覧である。

## ロードレース

### 個人ロードレース
| 大会名                | 金                                                      | 銀                                              | 銅                                              |
| --------------------- | ------------------------------------------------------- | ----------------------------------------------- | ----------------------------------------------- |
| 1896 アテネ           | アリスティディス・コンスタンティニディス ギリシャ (GRE) | アウグスト・フォン・ゲドリッヒ ドイツ (GER)     | エドワード・バテル イギリス (GBR)               |
| 1900-1904             | 実施せず                                                | 実施せず                                        | 実施せず                                        |
| 1906 アテネ           | フェルナン・ヴァス フランス (FRA)                       | モリス・バルドンノー フランス (FRA)             | エドモン・ルゲ フランス (FRA)                   |
| 1912 ストックホルム   | ルドルフ・ルイス 南アフリカ (RSA)                       | フレデリック・グラブ イギリス (GBR)             | カール・シュッテ アメリカ合衆国 (USA)           |
| 1920 アントワープ     | ハリー・ステンクヴィスト スウェーデン (SWE)             | ヘンリー・カルテンブラン 南アフリカ (RSA)       | フェルナン・カントルブ フランス (FRA)           |
| 1924 パリ             | アルマン・ブランショネ フランス (FRA)                   | アンリ・フヴェナールス ベルギー (BEL)           | ルネ・アムル フランス (FRA)                     |
| 1928 アムステルダム   | ヘンリー・ハンセン デンマーク (DEN)                     | フランク・サウソール イギリス (GBR)             | イェスタ・カールソン スウェーデン (SWE)         |
| 1932 ロサンゼルス     | アッティリオ・パヴェージ イタリア (ITA)                 | グリエルモ・セガト イタリア (ITA)               | ベルンハルト・ブリッツ スウェーデン (SWE)       |
| 1936 ベルリン         | ロベール・シャルパンティエ フランス (FRA)               | ギー・ラペビー フランス (FRA)                   | エルンスト・ニーフェルゲルト スイス (SUI)       |
| 1948 ロンドン         | ジョゼ・ベヤールト フランス (FRA)                       | ヘリット・フォールティング オランダ (NED)       | ロデ・ワウテルス ベルギー (BEL)                 |
| 1952 ヘルシンキ       | アンドレ・ノワイエル ベルギー (BEL)                     | ロベール・フロデラールス ベルギー (BEL)         | エディ・ツィークラー 西ドイツ (FRG)             |
| 1956 メルボルン       | エルコーレ・バルディーニ イタリア (ITA)                 | アルノー・ジェル フランス (FRA)                 | アラン・ジャクソン イギリス (GBR)               |
| 1960 ローマ           | ヴィクトル・カピトノフ ソビエト連邦 (URS)               | リヴィオ・トラペ イタリア (ITA)                 | ウイリー・ファン・デン・ベルヘン ベルギー (BEL) |
| 1964 東京             | マリオ・ツァニン イタリア (ITA)                         | キェル・アクレルストロム デンマーク (DEN)       | ワルテル・ホデフロート ベルギー (BEL)           |
| 1968 メキシコ         | ピエルフランコ・ヴィアネッリ イタリア (ITA)             | ライフ・モーテンセン デンマーク (DEN)           | イェスタ・ペーテルソン スウェーデン (SWE)       |
| 1972 ミュンヘン       | ヘニー・クイペル オランダ (NED)                         | クライド・セフトン オーストラリア (AUS)         | 該当者なし                                      |
| 1976 モントリオール   | ベルント・ヨハンソン スウェーデン (SWE)                 | ジュゼッペ・マルティネッリ イタリア (ITA)       | ミエチィスワフ・ノヴィツキ ポーランド (POL)     |
| 1980 モスクワ         | セルゲイ・スホルチェンコフ ソビエト連邦 (URS)           | チェスワフ・ラング ポーランド (POL)             | ユーリ・バリノフ ソビエト連邦 (URS)             |
| 1984 ロサンゼルス     | アレクシー・グレウォール アメリカ合衆国 (USA)           | スティーヴ・バウアー カナダ (CAN)               | ダグ・オットー・ラウリッツェン ノルウェー (NOR) |
| 1988 ソウル           | オラフ・ルードヴィッヒ 東ドイツ (GDR)                   | ベルント・グレーネ 西ドイツ (FRG)               | クリスティアン・ヘン 西ドイツ (FRG)             |
| 1992 バルセロナ       | ファビオ・カサルテッリ イタリア (ITA)                   | エリック・デッケル オランダ (NED)               | ダイニス・オゾルス ラトビア (LAT)               |
| 1996 アトランタ       | パスカル・リシャール スイス (SUI)                       | ロルフ・ソレンセン デンマーク (DEN)             | マキシミリアン・シャンドリ イギリス (GBR)       |
| 2000 シドニー         | ヤン・ウルリッヒ ドイツ (GER)                           | アレクサンドル・ヴィノクロフ カザフスタン (KAZ) | アンドレアス・クレーデン ドイツ (GER)           |
| 2004 アテネ           | パオロ・ベッティーニ イタリア (ITA)                     | セルジオ・パウリーニョ ポルトガル (POR)         | アクセル・メルクス ベルギー (BEL)               |
| 2008 北京             | サムエル・サンチェス スペイン (ESP)                     | ファビアン・カンチェラーラ スイス (SUI)         | アレクサンドル・コロブネフ ロシア (RUS)         |
| 2012 ロンドン 詳細    | アレクサンドル・ヴィノクロフ カザフスタン (KAZ)         | リゴベルト・ウラン コロンビア (COL)             | アレクサンダー・クリストフ ノルウェー (NOR)     |
| 2016 リオデジャネイロ | フレフ・ファン・アヴェルマート ベルギー (BEL)           | ヤコブ・フグルサング デンマーク (DEN)           | ラファウ・マイカ ポーランド (POL)               |
| 2020 東京             | リチャル・カラパス エクアドル (ECU)                     | ワウト・ファン・アールト ベルギー (BEL)         | タデイ・ポガチャル スロベニア (SLO)             |

### 個人タイムトライアル
| 大会名                | 金                                      | 銀                                      | 銅                                              |
| --------------------- | --------------------------------------- | --------------------------------------- | ----------------------------------------------- |
| 1996 アトランタ       | ミゲル・インドゥライン スペイン (ESP)   | アブラハム・オラーノ スペイン (ESP)     | クリス・ボードマン イギリス (GBR)               |
| 2000 シドニー         | ヴィアチェスラフ・エキモフ ロシア (RUS) | ヤン・ウルリッヒ ドイツ (GER)           | 該当者なし                                      |
| 2004 アテネ           | ヴィアチェスラフ・エキモフ ロシア (RUS) | ボビー・ジュリック アメリカ合衆国 (USA) | マイケル・ロジャース オーストラリア (AUS)       |
| 2008 北京             | ファビアン・カンチェラーラ スイス (SUI) | グスタフ・ラーション スウェーデン (SWE) | リーヴァイ・ライプハイマー アメリカ合衆国 (USA) |
| 2012 ロンドン 詳細    | ブラッドリー・ウィギンス イギリス (GBR) | トニー・マルティン ドイツ (GER)         | クリス・フルーム イギリス (GBR)                 |
| 2016 リオデジャネイロ | ファビアン・カンチェラーラ スイス (SUI) | トム・デュムラン オランダ (NED)         | クリス・フルーム イギリス (GBR)                 |
| 2020 東京             | プリモシュ・ログリッチ スロベニア (SLO) | トム・デュムラン オランダ (NED)         | ローハン・デニス オーストラリア (AUS)           |

## トラックレース

### ケイリン
| 大会名                | 金                                      | 銀                                        | 銅                                                                                          |
| --------------------- | --------------------------------------- | ----------------------------------------- | ------------------------------------------------------------------------------------------- |
| 2000 シドニー         | フロリアン・ルソー フランス (FRA)       | ゲリー・ネイワンド オーストラリア (AUS)   | イエンス・フィードラー ドイツ (GER)                                                         |
| 2004 アテネ           | ライアン・ベイリー オーストラリア (AUS) | ホセアントニオ・エスクレド スペイン (ESP) | シェーン・ケリー オーストラリア (AUS)                                                       |
| 2008 北京             | クリス・ホイ イギリス (GBR)             | ロス・エドガー イギリス (GBR)             | 永井清史 日本 (JPN)                                                                         |
| 2012 ロンドン 詳細    | クリス・ホイ イギリス (GBR)             | マキシミリアン・レヴィ ドイツ (GER)       | サイモン・ヴァン・ヴェルトホーヴェン ニュージーランド (NZL) テーン・ムルダー オランダ (NED) |
| 2016 リオデジャネイロ | ジェイソン・ケニー イギリス (GBR)       | マタイス・ブフリ オランダ (NED)           | アジズル・ハスニ・アウァン マレーシア (MAS)                                                 |
| 2020 東京             | ジェイソン・ケニー イギリス (GBR)       | アジズルハスニ・アワン マレーシア (MAS)   | ハリー・ラブレイセン オランダ (NED)                                                         |

### チームパシュート
| 大会名                | 金 | 銀 | 銅 |
| --------------------- | --- | --- | --- |
| 1908 ロンドン         | イギリス ベンジャミン・ジョーンズ クラランス・キングスベリー レオナルド・メレディス アーネスト・ペイン               | ドイツ マックス・ゲツェ ルードルフ・カッツァー ヘルマン・マルテンス カール・ノイマー                                     | カナダ ウィリアム・アンダーソン ウォルター・アンドルーズ フレデリック・マッカーシー ウィリアム・モートン                |
| 1912                  | 実施せず | 実施せず | 実施せず |
| 1920 アントワープ     | イタリア アルナルド・カルリ ルッジェロ・フェッラリオ フランコ・ジョルジェッティ プリモ・マニャリ                     | イギリス シリル・オルデン ホレス・ジョンソン ウィリアム・スチュアート アルバート・ホワイト                               | 南アフリカ ハリー・グーセン ヘンリー・カルテンブラン ウィリアム・スミス ジェイムス・ウォーカー                          |
| 1924 パリ             | イタリア アンジェロ・デ・マルティーノ アルフレード・ディナーレ アウレリオ・メネガッツィ フランチェスコ・ツッケッティ | ポーランド ユゼフ・ランゲ ヤン・ラザルスキ トマシュ・スタンキエヴィッチュ フランツィスゼク・シムツィク                   | ベルギー ジャン・ファン・デン・ボス レオナール・ダヘリンクス ヘンリ・フヴェナールス フェルディナント・サイヴ            |
| 1928 アムステルダム   | イタリア | オランダ | イギリス |
| 1932 ロサンゼルス     | イタリア | フランス | イギリス |
| 1936 ベルリン         | フランス | イタリア | イギリス |
| 1948 ロンドン         | フランス | イタリア | イギリス |
| 1952 ヘルシンキ       | イタリア | 南アフリカ | イギリス |
| 1956 メルボルン       | イタリア | フランス | イギリス |
| 1960 ローマ           | イタリア | 東西統一ドイツ | ソビエト連邦 |
| 1964 東京             | 東西統一ドイツ | イタリア | オランダ |
| 1968 メキシコ         | デンマーク | 西ドイツ | イタリア |
| 1972 ミュンヘン       | 西ドイツ | 東ドイツ | イギリス |
| 1976 モントリオール   | 西ドイツ | ソビエト連邦 | イギリス |
| 1980 モスクワ         | ソビエト連邦 | 東ドイツ | チェコスロバキア |
| 1984 ロサンゼルス     | オーストラリア | アメリカ合衆国 | 西ドイツ |
| 1988 ソウル           | ソビエト連邦 | 東ドイツ | オーストラリア |
| 1992 バルセロナ       | ドイツ | オーストラリア | デンマーク |
| 1996 アトランタ       | フランス クリストフ・カペル フィリップ・エメノー ジャン＝ミシェル・モナン フランシス・モロー                         | ロシア アントン・チャンティル エドゥアルド・グリツン ニコライ・クズネツォフ アレクセイ・マルコフ                         | オーストラリア ブレット・エイトキン ブラッド・マギー スチュアート・オグレディ ディーン・ウッズ                          |
| 2000 シドニー         | ドイツ ロベルト・バルトコ ダニエル・ベッケ ギド・フルスト イェンス・レーマン                                         | ウクライナ セルゲイ・チェルニャフスキー オレクサンドル・フェデンコ セルヒー・マトヴィエイエフ アレクサンドル・シモネンコ | イギリス ポール・マニング クリス・ニュートン ブライアン・スティール ブラッドリー・ウィギンス                            |
| 2004 アテネ           | オーストラリア グレーム・ブラウン ブレット・ランカスター ブラッドリー・マギー ルーク・ロバーツ                       | イギリス スティーヴ・カミングス ロバート・ヘイルズ ポール・マニング ブラッドリー・ウィギンス                             | スペイン カルロス・カスタノ セルヒオ・エスコバル アシエル・マエツ カルロス・トレント                                    |
| 2008 北京             | イギリス エド・クランシー ポール・マニング ジェライント・トマス ブラッドリー・ウィギンス                             | デンマーク ミカエル・メルケフ カスパー・イェルゲンセン イエンス・エリック・マードセン アレックス・ラスムッセン           | ニュージーランド サム・ビューリー ヘイデン・ラウルストン マーク・ライアン ジェシー・サージェント                        |
| 2012 ロンドン 詳細    | イギリス エド・クランシー ジェライント・トーマス スティーヴン・バーク ピーター・ケノー                               | オーストラリア ジャック・ボブリッジ グレン・オシェイ ロハン・デニス マイケル・ヘップバーン                               | ニュージーランド サム・ビューリー アーロン・ゲイト マーク・ライアン ジェシー・サージェント                              |
| 2016 リオデジャネイロ | イギリス エド・クランシー スティーヴン・バーク オウェイン・ドゥル ブラッドリー・ウィギンス                           | オーストラリア アレクサンダー・エドモンドソン ジャック・ボブリッジ マイケル・ヘップバーン サム・ウェルスフォード         | デンマーク ラーセ・ノーマン・ハンセン ニクラス・ラーセン フレデリク・マドセン カスパー・フォルザック                    |
| 2020 東京             | イタリア シモーネ・コンソンニ フィリッポ・ガンナ フランチェスコ・ラモン ヨナタン・ミラン                             | デンマーク ラッセ・ノーマン・ハンセン ニクラス・ラーセン フレデリック・マドセン ラスムス・ペデルセン                     | オーストラリア リー・ハワード ケランド・オブライエン ルーカス・プラップ サム・ウェルズフォード アレクサンダー・ポーター |

### 個人スプリント
| 大会名                | 金                                          | 銀                                          | 銅                                            |
| --------------------- | ------------------------------------------- | ------------------------------------------- | --------------------------------------------- |
| 1896 アテネ           | ポール・マッソン フランス (FRA)             | スタマショス・ニコロポロス ギリシャ (GRE)   | レオン・フラメン フランス (FRA)               |
| 1900 パリ             | ジョルジュ・タランディエール フランス (FRA) | フェルナン・サン フランス (FRA)             | ジョン・ヘンリー・レイク アメリカ合衆国 (USA) |
| 1904                  | 実施せず                                    | 実施せず                                    | 実施せず                                      |
| 1906 アテネ           | フランチェスコ・ヴェッリ イタリア (ITA)     | ヒューバート・ボーフラー イギリス (GBR)     | オーゲニュ・デブーニエ ベルギー (BEL)         |
| 1912                  | 実施せず                                    | 実施せず                                    | 実施せず                                      |
| 1920 アントワープ     | モーリス・ペータース オランダ (NED)         | トーマス・ジョンソン イギリス (GBR)         | ハリー・ライアン イギリス (GBR)               |
| 1924 パリ             | ルシアン・ミシャール フランス (FRA)         | ヤコブ・メイヤー オランダ (NED)             | ジャン・クーニョ フランス (FRA)               |
| 1928 アムステルダム   | ロジェ・ボーフラン フランス (FRA)           | アントニエ・マザラック オランダ (NED)       | ウイリー・ファルクハンセン デンマーク (DEN)   |
| 1932 ロサンゼルス     | ヤコブ・ファンエグモント オランダ (NED)     | ルイ・シャロー フランス (FRA)               | ブルーノ・ペリツァリ イタリア (ITA)           |
| 1936 ベルリン         | トニ・メルケンス ドイツ (GER)               | アリー・ファンフリート オランダ (NED)       | ルイ・シャロー フランス (FRA)                 |
| 1948 ロンドン         | マリオ・ゲラ イタリア (ITA)                 | レジナルド・ハリス イギリス (GBR)           | アクセル・シャンドルフ デンマーク (DEN)       |
| 1952 ヘルシンキ       | エンツォ・サッキ イタリア (ITA)             | ライオネル・コックス オーストラリア (AUS)   | ウェルナー・ポッツァナイム 西ドイツ (FRG)     |
| 1956 メルボルン       | ミシェル・ルソー フランス (FRA)             | グリエルモ・プレゼンティ イタリア (ITA)     | リチャード・プローグ オーストラリア (AUS)     |
| 1960 ローマ           | サンテ・ガイアルドーニ イタリア (ITA)       | レオ・ステルクス ベルギー (BEL)             | ヴァレンティーノ・ガサレラ イタリア (ITA)     |
| 1964 東京             | ジョバンニ・ペテネッラ イタリア (ITA)       | セルジオ・ビアンチェット イタリア (ITA)     | ダニエル・モレロン フランス (FRA)             |
| 1968 メキシコ         | ダニエル・モレロン フランス (FRA)           | ジョルダーノ・トリニー イタリア (ITA)       | ピエール・トレンタン フランス (FRA)           |
| 1972 ミュンヘン       | ダニエル・モレロン フランス (FRA)           | ジョン・ニコルソン オーストラリア (AUS)     | オマル・プカカーゼ ソビエト連邦 (URS)         |
| 1976 モントリオール   | アントン・トカシュ チェコスロバキア (TCH)   | ダニエル・モレロン フランス (FRA)           | ヘンス・ユルゲン・ゲシュケ 東ドイツ (GDR)     |
| 1980 モスクワ         | ルッツ・ヘスリッヒ 東ドイツ (GDR)           | ヤーヴェ・カール フランス (FRA)             | セルゲイ・コピロフ ソビエト連邦 (URS)         |
| 1984 ロサンゼルス     | マーク・ゴルスキー アメリカ合衆国 (USA)     | ネルソン・ヴァイルス アメリカ合衆国 (USA)   | 坂本勉 日本 (JPN)                             |
| 1988 ソウル           | ルッツ・ヘスリッヒ 東ドイツ (GDR)           | ニコライ・コフシュ ソビエト連邦 (URS)       | ゲリー・ネイワンド オーストラリア (AUS)       |
| 1992 バルセロナ       | イエンス・フィードラー ドイツ (GER)         | ゲリー・ネイワンド オーストラリア (AUS)     | カート・ハーネット カナダ (CAN)               |
| 1996 アトランタ       | イエンス・フィードラー ドイツ (GER)         | マーティ・ノースタイン アメリカ合衆国 (USA) | カート・ハーネット カナダ (CAN)               |
| 2000 シドニー         | マーティ・ノースタイン アメリカ合衆国 (USA) | フロリアン・ルソー フランス (FRA)           | イエンス・フィードラー ドイツ (GER)           |
| 2004 アテネ           | ライアン・ベイリー オーストラリア (AUS)     | テオ・ボス オランダ (NED)                   | レネ・ウォルフ ドイツ (GER)                   |
| 2008 北京             | クリス・ホイ イギリス (GBR)                 | ジェイソン・ケニー イギリス (GBR)           | ミカエル・ブルガン フランス (FRA)             |
| 2012 ロンドン 詳細    | ジェイソン・ケニー イギリス (GBR)           | グレゴリー・ボジェ フランス (FRA)           | シェーン・パーキンス オーストラリア (AUS)     |
| 2016 リオデジャネイロ | ジェイソン・ケニー イギリス (GBR)           | カラム・スキナー イギリス (GBR)             | デニス・ドミトリエフ ロシア (RUS)             |
| 2020 東京             | ハリー・ラブレイセン オランダ (NED)         | イェフレイ・ホーフラント オランダ (NED)     | ジャック・カーリン イギリス (GBR)             |

※1908年・ロンドン大会の決勝戦では勝負の決着の見通しがつかなかったことから時間切れ扱いとされた。そして記録としても無効扱いされることになった。

### チームスプリント
| 大会名                | 金                                                                                                   | 銀                                                                              | 銅                                                                        |
| --------------------- | --- | ------------------------------------------------------------------------------- | ------------------------------------------------------------------------- |
| 2000 シドニー         | フランス アルノー・ガネ アルノー・トゥルナン フロリアン・ルソー                                      | イギリス クレイグ・マクリーン クリス・ホイ ジェイソン・ケアリー                 | オーストラリア ショーン・イーディ ゲイリー・ネイワンド ダリン・ヒル       |
| 2004 アテネ           | ドイツ イェンス・フィードラー シュテファン・ニムケ レネ・ウォルフ                                    | 日本 伏見俊昭 長塚智広 井上昌己                                                 | フランス ミカエル・ブルガン ローラン・ガネ アルノー・トゥルナン           |
| 2008 北京             | イギリス クリス・ホイ ジェイソン・ケニー ジェイミー・スタッフ                                        | フランス グレゴリー・ボージェ ケバン・シロー アルノー・トゥルナン               | ドイツ レネ・エンダーズ マクシミリアン・レヴィ シュテファン・ニムケ       |
| 2012 ロンドン 詳細    | イギリス フィリップ・ヒンデス クリス・ホイ ジェイソン・ケニー                                        | フランス グレゴリー・ボジェ ミカエル・ダルメダ ケヴィン・シロー                 | ドイツ レネ・エンダース ローベルト・フェルステマン マキシミリアン・レヴィ |
| 2016 リオデジャネイロ | イギリス フィリップ・ヒンデス ジェイソン・ケニー カラム・スキナー                                    | ニュージーランド エドワード・ドーキンス イーサン・ミッチェル サム・ウェブスター | フランス グレゴリー・ボジェ ミカエル・ダルメダ フランソワ・ペルヴィス     |
| 2020 東京             | オランダ イェフレイ・ホーフラント ハリー・ラブレイセン ロイ・ファン・デン・ベルク マッテイス・ブフリ | イギリス ジャック・カーリン ジェイソン・ケニー ライアン・オーウェンズ           | フランス フロリアン・グランボ ラヤン・エラル セバスチャン・ビジエ         |

### マディソン
| 大会名        | 金                                                                         | 銀                                                     | 銅                                                   |
| ------------- | -------------------------------------------------------------------------- | ------------------------------------------------------ | ---------------------------------------------------- |
| 2000 シドニー | オーストラリア スコット・マグローリー ブレット・エイトケン                 | ベルギー マシュー・ギルモア エティエンヌ・デ・ウィルデ | イタリア シルビオ・マルティネロ マルコ・ビラ         |
| 2004 アテネ   | オーストラリア グレーム・ブラウン スチュアート・オグレディ                 | スイス フランコ・マルブリ ブルーノ・リジ               | イギリス ロバート・ヘイルズ ブラッドリー・ウィギンス |
| 2008 北京     | アルゼンチン ファン・エステバン・クルチェト ワルテル・フェルナンド・ペレス | スペイン ホアン・リャネラス トニ・タウレル             | ロシア ミハイル・イグナティエフ アレクセイ・マルコフ |
| 2012-2016     | 実施せず                                                                   | 実施せず                                               | 実施せず                                             |
| 2020 東京     | デンマーク ラッセ・ノーマン・ハンセン ミカエル・メルケフ                   | イギリス イーサン・ヘイター マシュー・ウォールズ       | フランス ドナバン・グロンダン バンジャマン・トマ     |

### オムニアム
| 大会名                | 金                                          | 銀                                              | 銅                                          |
| --------------------- | ------------------------------------------- | ----------------------------------------------- | ------------------------------------------- |
| 2012 ロンドン 詳細    | ラーセ・ノーマン・ハンセン デンマーク (DEN) | ブリアン・コカール フランス (FRA)               | エド・クランシー イギリス (GBR)             |
| 2016 リオデジャネイロ | エリア・ヴィヴィアーニ イタリア (ITA)       | マーク・カヴェンディッシュ イギリス (GBR)       | ラーセ・ノーマン・ハンセン デンマーク (DEN) |
| 2020 東京             | マシュー・ウォールズ イギリス (GBR)         | キャンベル・スチュアート ニュージーランド (NZL) | エリア・ヴィヴィアーニ イタリア (ITA)       |

## マウンテンバイク

### クロスカントリー
| 大会名                | 金                                    | 銀                                        | 銅                                              |
| --------------------- | ------------------------------------- | ----------------------------------------- | ----------------------------------------------- |
| 1996 アトランタ       | バルト・ブレンチェンス オランダ (NED) | トーマス・フリッシュクネヒト スイス (SUI) | ミゲル・マルティネス フランス (FRA)             |
| 2000 シドニー         | ミゲル・マルティネス フランス (FRA)   | フィリップ・メラーグ ベルギー (BEL)       | クリストフ・ザウザー スイス (SUI)               |
| 2004 アテネ           | ジュリアン・アプサロン フランス (FRA) | ホセ・アントニオ・エルミダ スペイン (ESP) | バルト・ブレンチェンス オランダ (NED)           |
| 2008 北京             | ジュリアン・アプサロン フランス (FRA) | ジャン＝クリストフ・プロー フランス (FRA) | ニノ・シューター スイス (SUI)                   |
| 2012 ロンドン 詳細    | ヤロスラフ・クルハヴィー チェコ (CZE) | ニノ・シューター スイス (SUI)             | マルコ・アウレリオ・フォンターナ イタリア (ITA) |
| 2016 リオデジャネイロ | ニノ・シューター スイス (SUI)         | ヤロスラフ・クルハヴィー チェコ (CZE)     | カルロス・コロマ・ニコラス スペイン (ESP)       |
| 2020 東京             | トーマス・ピドコック イギリス (GBR)   | マティアス・フリューキガー スイス (SUI)   | ダビド・バレロ・セラノ スペイン (ESP)           |

## BMX

### レーシング
| 大会名                | 金                                          | 銀                                        | 銅                                                        |
| --------------------- | ------------------------------------------- | ----------------------------------------- | --------------------------------------------------------- |
| 2008 北京             | マリス・ストロンベルグス ラトビア (LAT)     | マイク・デイ アメリカ合衆国 (USA)         | ドニー・ロビンソン アメリカ合衆国 (USA)                   |
| 2012 ロンドン 詳細    | マーリス・シュトロムベルグス ラトビア (LAT) | サム・ウィロビー オーストラリア (AUS)     | カルロス・オケンド コロンビア (COL)                       |
| 2016 リオデジャネイロ | コナー・フィールズ アメリカ合衆国 (USA)     | イェーレ・ファン・ゴルコム オランダ (NED) | カルロス・ラミレス コロンビア (COL)                       |
| 2020 東京             | ニック・キンマン オランダ (NED)             | カイ・ホワイト イギリス (GBR)             | カルロス・アルベルト・ラミレス・ジェペス コロンビア (COL) |

### フリースタイル
| 大会名    | 金                                        | 銀                                | 銅                                  |
| --------- | ----------------------------------------- | --------------------------------- | ----------------------------------- |
| 2020 東京 | ローガン・マーティン オーストラリア (AUS) | ダニエル・デルス ベネズエラ (VEN) | デクラン・ブルックス イギリス (GBR) |